# Guastalla
Guastalla ist eine norditalienische Stadt in der Provinz Reggio Emilia mit 14.617 Einwohnern (Stand 31. Dezember 2024) und ehemaliger Bischofssitz.

## Geschichte
Eine Gründung der Langobarden im 7. Jahrhundert, wurde Guastalla im 15. Jahrhundert eine eigenständige Grafschaft, die später unter die Herrschaft der Herzöge von Mantua aus dem Hause Gonzaga geriet. 1621 wurde Guastalla eigenständiges Herzogtum einer Nebenlinie der mantuanischen Gonzaga, die dort bis zu ihrem Aussterben 1746 regierte. Im Polnischen Erbfolgekrieg kam es am 19. September 1734 zur Schlacht bei Guastalla zwischen Frankreich/Piemont und Österreich/HRR.
Als erledigtes Lehen von Österreich besetzt, wurde Guastalla 1748 als Nebenstaat an die Bourbonen-Herzöge von Parma und Piacenza abgetreten. 1801 von Frankreich besetzt, wurde Guastalla per Dekret vom 30. März 1806 als Herzogtum von Napoleon Bonaparte seiner Schwester Pauline Bonaparte († 1825) übergeben. Allerdings entzog er es ihr bereits nach 8 Wochen wieder und inkorporierte es per Dekret dem Königreich Italien. Seine Schwester erhielt dafür eine Entschädigung von sechs Millionen Franken zum Ankauf von Gütern in Frankreich.
Nach dem Sturz Napoleons handelte Kaiser Franz I. von Österreich ähnlich, indem er Guastalla – neben dem wichtigeren Parma und Piacenza – seiner Tochter Marie Louise übergab, um der Gattin des gestürzten Franzosenkaisers eine standesgemäße Versorgung zu sichern. Nach deren Tod im Dezember 1847 trat kurzfristig der neue Herzog von Parma und Piacenza, Karl Ludwig von Bourbon-Parma († 1883), auch in Guastalla die Herrschaft an, bevor zwischen 1848 und 1859 Herzog Franz V. von Modena aus dem Hause Österreich-Este die Regierung führte. 1859 schloss sich der kleine Staat dem revolutionären Modena an und ging 1861 im Königreich Italien auf.

## Geographie
Guastalla liegt am längsten Fluss Italiens, dem Po, in der Region Emilia-Romagna zwischen Parma und Reggio nell’Emilia.

## Bischofssitz
Der Dom, frühere Kathedrale des Bistums Guastalla, ist heute Konkathedrale des Bistums Reggio Emilia-Guastalla (Kirchenprovinz Modena-Nonantola, Kirchenregion Emilia-Romagna).

## Städtepartnerschaften
Es besteht eine Partnerschaft mit der französischen Gemeinde Forcalquier.

## Sehenswürdigkeiten
Berühmte Bauwerke in Guastalla sind
- Dom (16.–18. Jh.)
- Palazzo Gonzaga (16. Jahrhundert).

## Kultur
Kulinarische Spezialität der Stadt sind Gnocchi. Alle drei Jahre wird im Mai das Fest La Gnoccata veranstaltet. Dabei werden auf dem Marktplatz am Dom Gnocchi für die ganze Bevölkerung verteilt. Außerdem findet ein Umzug statt, dessen Teilnehmer historische Kostüme tragen.
Am 25. November wird das Fest der heiligen Katharina von Alexandrien gefeiert, bei dem an alte Handwerkstraditionen erinnert wird.

## Söhne und Töchter
- Anna Isabella Gonzaga (1655–1703), Prinzessin aus dem italienischen Adelsgeschlecht Gonzaga und durch Heirat Herzogin von Mantua
- Alberto Ceradelli (1856–?), Geiger und Musikpädagoge
- In-Grid (* 1973 als Ingrid Alberini), Sängerin
- Marco Bortolotti (* 1991), Tennisspieler
- Mirco Maestri (* 1991), Radrennfahrer